# Ålands Nyheter
Ålands Nyheter var en svenskspråkig agrartidning som verkade på Åland från 1927 till 1931.
Tidningen grundades som en konkurrent till Ålandstidningen men utgjorde inget större hot mot denna. Ålands Nyheter visade att Åland inte var så politiskt och socialt enat som Ålandstidningen gärna hade velat tro. Bakgrunden till Ålands Nyheter var bildandet av Ålands Jordbrukarförbund. Tidningen samarbetade nära med Lantmannabladet i Åbo och den trycktes under hela sin utgivningstid i samma pressar som Åbo underrättelser.